# 皇帝島 (泰國)
皇帝島（Ko Racha Yai）是泰国的一个島嶼。 它位于泰国南部的普吉府，距首都曼谷以南700公里。面积为5.0平方公里。從布吉島坐半小時快艇可到達皇帝島，該島設有少量住宿設施。
皇帝岛的地形略显丘陵。該島由大島(Racha Yai)及小島(Racha Noi)組成。岛上最高点海拔273米。岛屿南北绵延 3.2 公里，东西宽 2.8 公里。
气候属热带季风气候。平均气温24°C。最热月份为二月，气温为26°C ，最冷的十月为23°C。 年平均降雨量2,868毫米（11.1 英寸）。降雨量最多的月份是九月，降雨量为374毫米（14.7 英寸）；最干旱的月份是二月，降雨量为65毫米（2.5 英寸）。 